# 中兴汽车
河北中兴汽车制造有限公司（简称：中兴汽车，英文：ZX AUTO）始建于1949年，前身为解放军某部军械修理所，1999年12月组建合资公司，公司拥有河北中兴、日照中兴及海外KD工厂为主体的全球三个生产基地和一个产品研发中心。
目前主要生产皮卡、SUV等产品。

## 车型

### 在售
领主、旗舰、小老虎、威虎G3、威虎TUV、威虎新TUV
- 中兴 - 威虎 TUV

### 停产
无限、海豹、驰野、长铃、福星、老虎
- 中兴 - 长铃（2010年停产）
- 中兴 - 无限（2012年停产）